# Comté de Shasta
Le comté de Shasta est un comté de l'État de Californie aux États-Unis. Lors du recensement de 2020, la population est de 182 155 habitants. Son siège est Redding.

## Géographie
Le comté de Shasta est situé au nord de la Californie. Il est bordé au nord par le comté de Siskiyou, au nord-est par le comté de Modoc, à l'est par le comté de Lassen, au sud-est par le comté de Plumas, au sud par le comté de Tehama et à l'ouest par le comté de Trinity. 

## Tourisme
Le comté est constitué de plusieurs lieux d'intérêts, notamment plusieurs espaces naturels. 
- Parc national volcanique de Lassen
  - Pic Lassen
  - Lac Lower Twin
  - District historique de Lassen Volcanic National Park Highway
  - Devastated Area Interpretive Trail
- Forêt nationale de Shasta-Trinity
- Whiskeytown-Shasta-Trinity National Recreation Area
- Observatoire radio de Hat Creek
  - Allen Telescope Array
- Parc d'État d'Ahjumawi Lava Springs
- Lily Pond
- Lac Shasta
- Hot Rock
- Sulphur Creek Archeological District

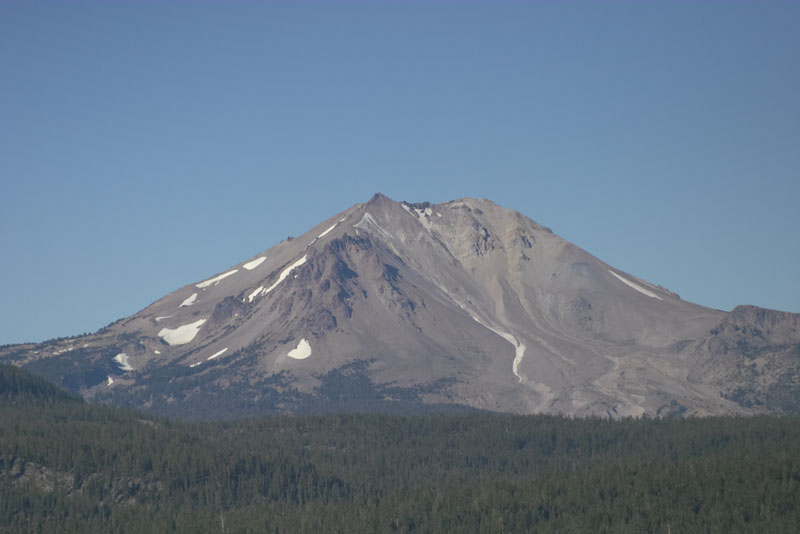
Pic Lassen.
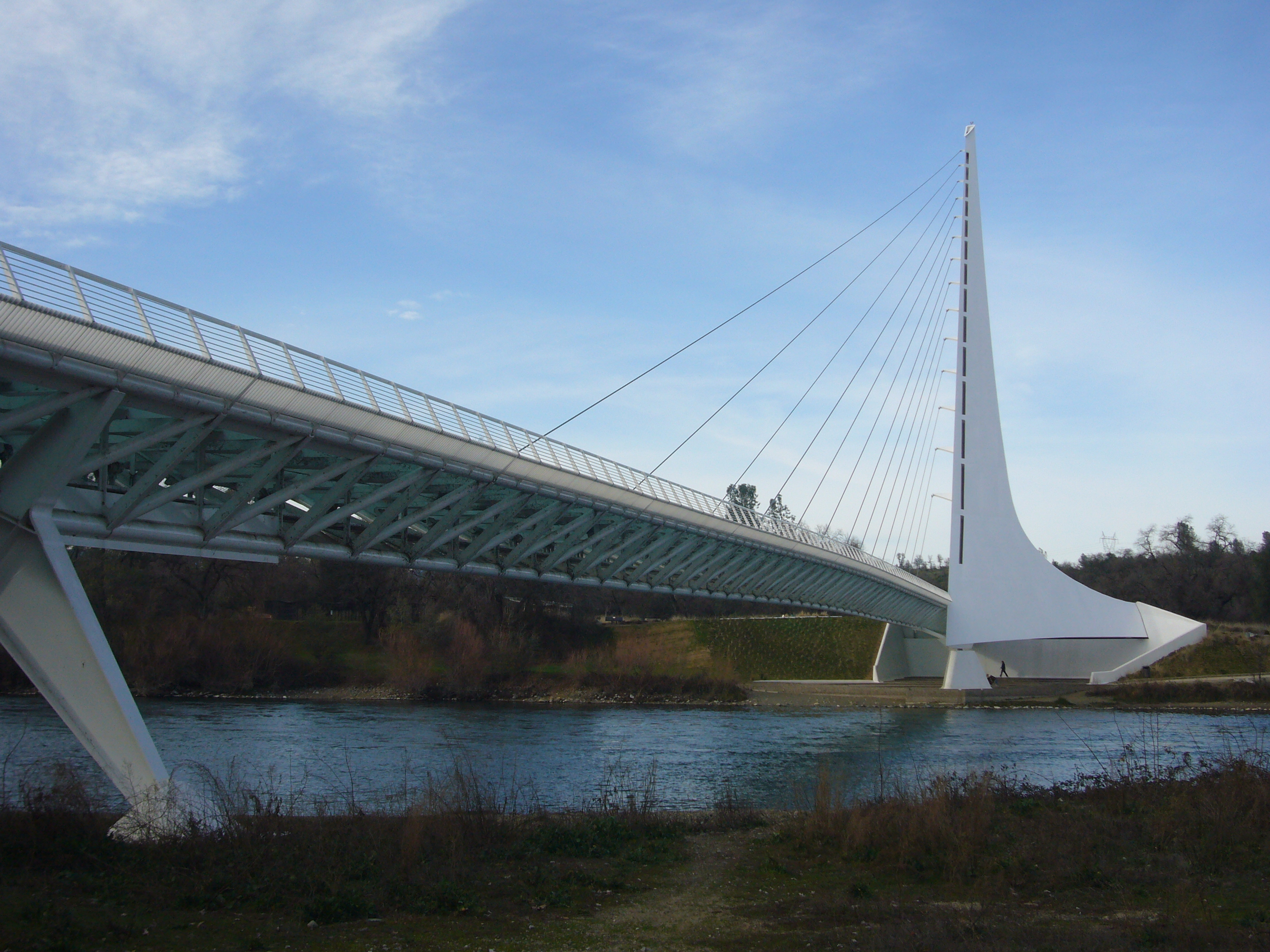
Pont Cadran Solaire.
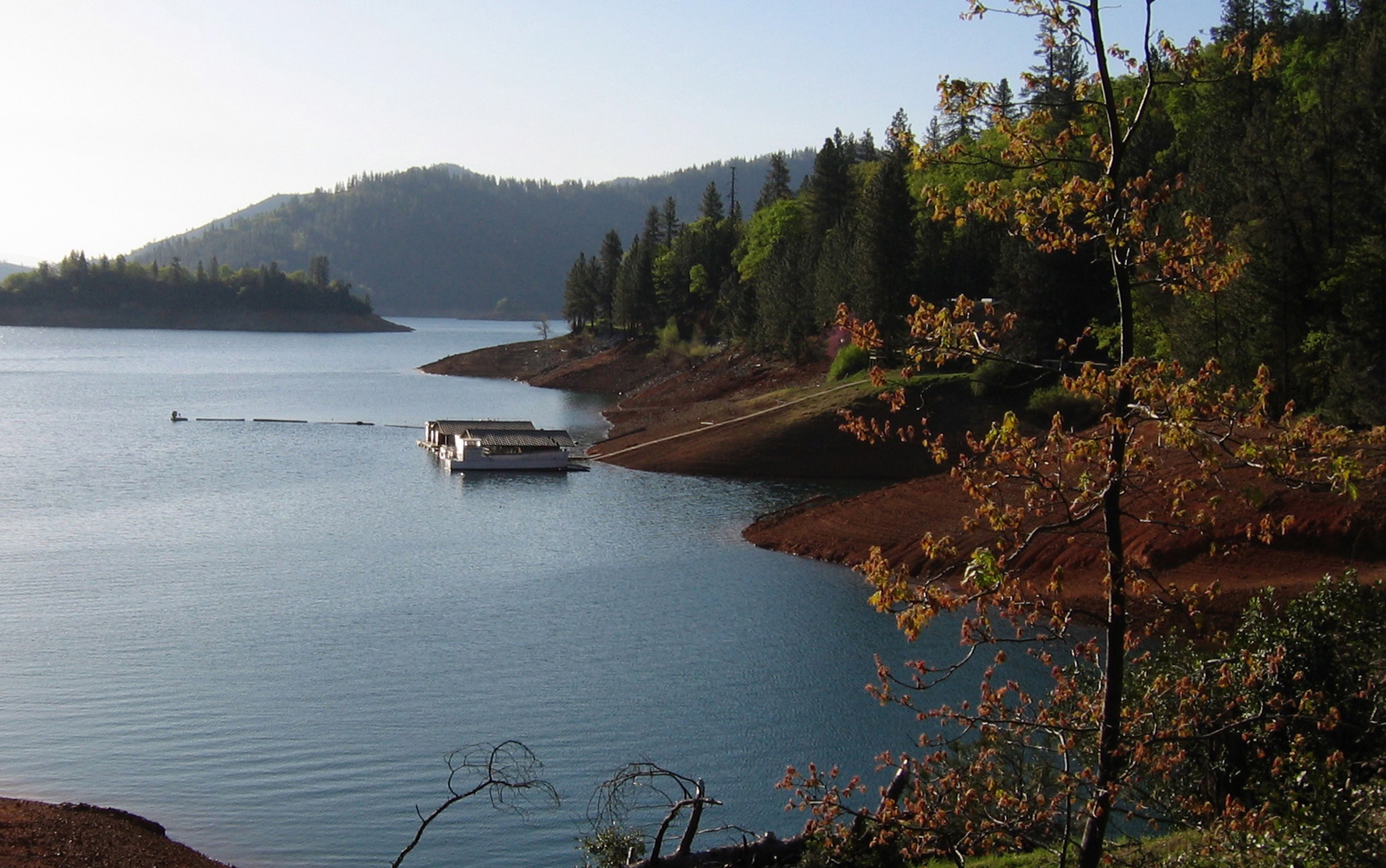
Lac Shasta.
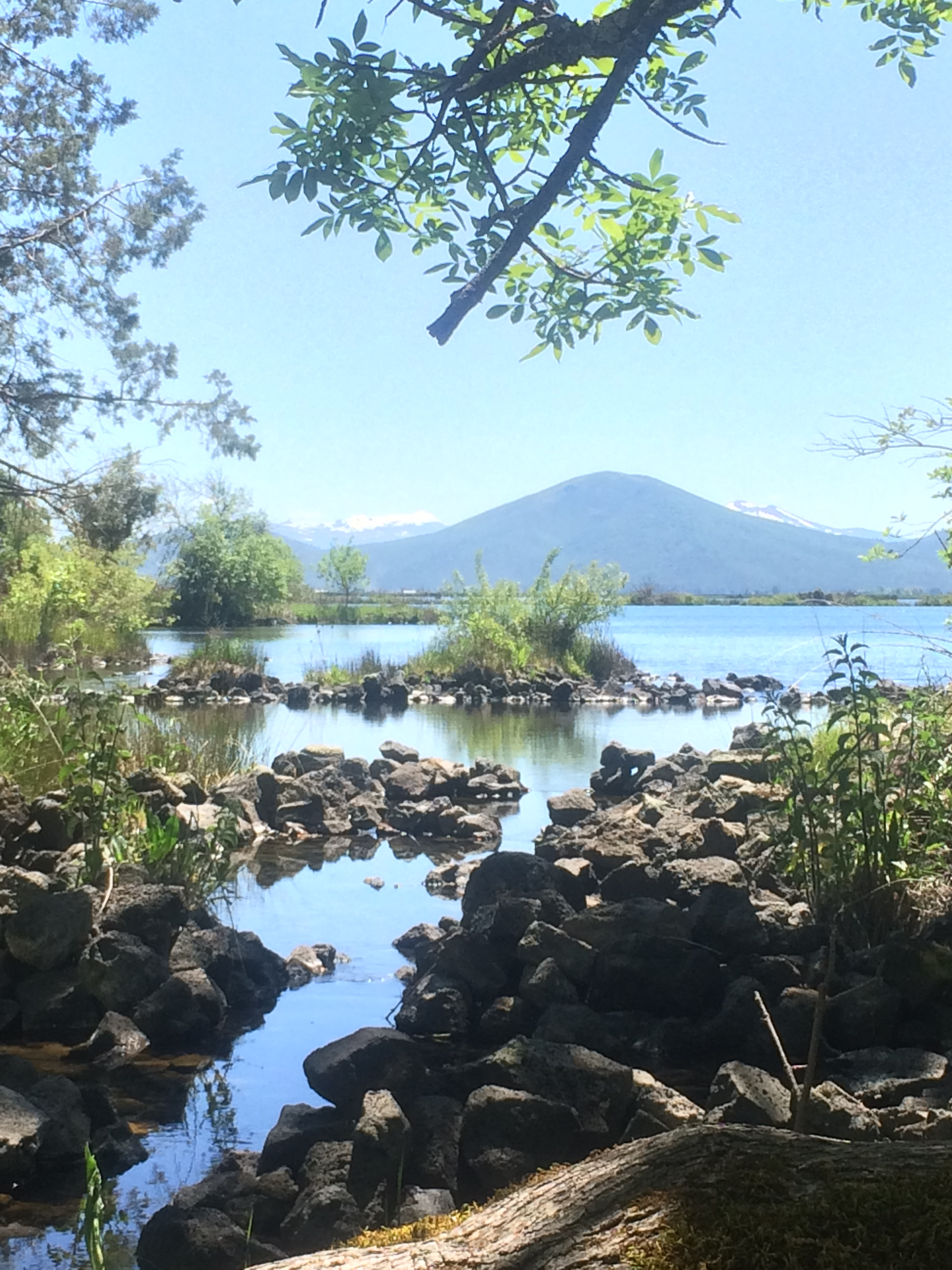
Parc d'État d'Ahjumawi Lava Springs.

## Démographie
| 1850 | 1860  | 1870  | 1880  | 1890   | 1900   |
| ---- | ----- | ----- | ----- | ------ | ------ |
| 378  | 4 360 | 4 173 | 9 492 | 12 133 | 17 318 |

| 1910   | 1920   | 1930   | 1940   | 1950   | 1960   |
| ------ | ------ | ------ | ------ | ------ | ------ |
| 18 920 | 13 361 | 13 927 | 28 800 | 36 413 | 59 468 |

| 1970   | 1980    | 1990    | 2000    | 2010    | 2020    |
| ------ | ------- | ------- | ------- | ------- | ------- |
| 77 640 | 115 715 | 147 036 | 163 256 | 177 223 | 182 155 |